# Pedro Carneiro Pereira
Pedro Carneiro Pereira (Porto Alegre,  11 de março de 1938 — Viamão, 21 de outubro de 1973) foi um radialista e piloto de automóveis brasileiro. Além de automobilista e radialista, era o locutor oficial de esportes da Rádio Guaíba, foi advogado e publicitário, diretor da Standard Propaganda na região sul.

## O radialista
Cursou a Faculdade de Direito da Pontifícia Universidade Católica do Rio Grande do Sul. Começou a atividade de radialista na Rádio Clube Metrópole. Em 1961 entrou na Rádio Guaíba, vindo da Rádio Difusora, inicialmente como locutor comercial e, em pouco tempo, já era o principal locutor esportivo da rádio.

## O automobilista
Conheceu as corridas transmitindo algumas provas, inclusive as Mil Milhas Brasileiras, e começou a correr em 1962. Correu com Volks e Gordini e, com "carreteira", participou de duas provas, sendo a última dessas a Prova Antoninho Burlamaque, em 1966, entre Gravataí e Capão da Canoa. Até então, suas participações eram esporádicas, mas a partir de 1968 comprou um FNM/JK 2.000, da categoria turismo acima de 1.300cc. e passou a participar mais regularmente das competições.
Com a inauguração do Autódromo de Tarumã, em Viamão, de cuja construção foi um dos maiores incentivadores, comprou um Chevrolet Opala branco quatro portas, que Bird Clemente, de São Paulo, havia usado para estabelecer o recorde brasileiro de velocidade em linha reta.
Foi também um dos 20 pilotos gaúchos a comprar o Bino Fórmula Ford em 1971, mesmo ano em que comprou o Opala. Foi presidente da Federação Gaúcha de Automobilismo e do Automóvel Clube do Rio Grande do Sul, e uma das figuras mais importantes do automobilismo gaúcho dos anos 60 e 70.
Em 1973, na quarta etapa do Campeonato Gaúcho de Turismo, no Autódromo de Tarumã, Pedro se envolveu num acidente com outro competidor, Ivã Iglesias: ao tentar ultrapassá-lo, os dois acabaram capotando, e os carros foram tomados pelo fogo, impedindo-os de escapar. Como os bombeiros não estavam equipados adequadamente para o resgate, os dois pilotos morreram. Pedrinho, como era chamado, tinha 35 anos, era casado e tinha um filho e duas filhas. O fato marcou profundamente o povo gaúcho e, em especial, os meios de comunicação.

## Referência bibliográfica
- Pedro Carneiro Pereira, o Narrador de Emoções, de Leandro Martins[5]